# Carlos Conti Alcántara
Carlos Conti Alcántara   (Barcelona, 28 d'agost de 1916 - Barcelona, 15 de setembre de 1975) va ser un guionista i dibuixant de còmics, creador, entre d'altres, del personatge El Loco Carioco, i famós pels seus acudits curts.

## Biografia
Durant els anys trenta va treballar com a agent d'assegurances, activitat que va ser interrompuda quan el varen cridar per fer el servei militar que en el seu cas va durar sis anys, ja que va coincidir amb la Guerra Civil espanyola, durant la qual va combatre en l'exèrcit republicà. Després de la contesa, va col·laborar com il·lustrador per a diverses revistes; La Prensa, ¡Hola!, Ondas, Cucú, Blanco y Negro, i ¡Turutut!, entre d'altres. El 1946 va començar a treballar per l'editorial Bruguera fent acudits gràfics i pàgines de còmic i el 1949 va publicar en la revista Pulgarcito la sèrie que li donaria major celebritat, El loco Carioco. Altres personatges seus nascuts en aquests anys van ser: Mi tío Magdaleno (1951), Apolino Tarúguez, hombre de negocios i La vida adormilada de Morfeo Pérez (1952). Aquesta última era una sèrie inusual en els còmics de l'època, ja que posava en escena els bojos somnis del mediocre protagonista, si bé l'última vinyeta el retornava inexorablement a la seua frustrant realitat. A més de la seua labor com creador de còmics, Conti es va especialitzar en la creació d'acudits gràfics per a diverses revistes de l'Editorial Bruguera. En 1957, juntament amb Peñarroya, Escobar, Cifré i Giner, també dibuixants de l'editorial, crea una empresa independent que publica la revista Tío Vivo, en la qual Conti tindria el càrrec de director artístic. Després del fracàs de Tío Vivo, continua col·laborant per a Bruguera, amb personatges com Don Alirón y la ciencia-ficción (1969) i El doctor No y su ayudante Sí (1970). És l'autor dels guions de les historietes curtes de Superlópez, de Jan, treball que va signar amb el nom de Pepe.
També va col·laborar a ABC, Blanco y Negro, Leyendas Infantiles, El Coyote, TBO i moltes altres publicacions. El 1972 va dirigir el setmanari Mata Ratos.